# Ceuthonectes petkovskii
Ceuthonectes petkovskii is een eenoogkreeftjessoort uit de familie van de Canthocamptidae. De wetenschappelijke naam van de soort is voor het eerst geldig gepubliceerd in 1999 door Karanovic.